# Ewangeliarz kruszwicki
Ewangeliarz kruszwicki – kodeks pergaminowy pochodzący z lat około 1160–1170.

## Historia
Do Kruszwicy dotarł w drugiej połowie XII wieku. Jest to jedna z 20 najcenniejszych zabytkowych ksiąg w Polsce. Rękopis powstał w skryptorium we Frankonii, wykonany został w sasko-westfalskiej szkole miniatorskiej w Helmarshausen.
W tekście posiada liczne inicjały pisane złotem oraz 33 iluminacje całostronicowe. Do pierwszej połowy XIX wieku kodeks był przechowywany w Kruszwicy, pierwotnie w bibliotece benedyktyńskiej, a potem w bazylice kolegiackiej.  
Obecnie ten zabytek rękopiśmienny znajduje się w zbiorach Archiwum Archidiecezjalnego w Gnieźnie.